# Hail Satin
Hail Satin es un álbum publicado por la banda estadounidense de rock Foo Fighters, bajo el nombre Dee Gees, el 17 de julio de 2021, conmemorando el Record Store Day. El álbum originalmente se lanzó exclusivamente en vinilo, aunque también se lanzó dos días después en plataformas de streaming como Apple Music, Spotify o Amazon Prime Music. Contiene cinco versiones de canciones de la banda Bee Gees en la cara A, y cinco versiones en directo del álbum Medicine at Midnight en la cara B.

## Antecedentes
Foo Fighters tocaron la canción de Andy Gibb "Shadow Dancing" durante la retransmisión en directo "Rock 'n' Relief", y posteriormente la canción de Bee Gees "You Should Be Dancing" en el programa de BBC Radio 2 "Sofa Session". Dave Grohl dijo sobre la grabación de "You Should Be Dancing": "Nunca, en mi vida he cantado así, pero ha sido la canción más fácil que he cantado en mi vida. Canté la canción, y en seis minutos estaba terminada. Tendría que haber cantado así en los últimos 25 años".

## Lista de canciones
| Cara A |                         |          |  |
| N.º    | Título                  | Duración |  |
| 1.     | «You Should Be Dancing» | 3:53     |  |
| 2.     | «Night Fever»           | 3:33     |  |
| 3.     | «Tragedy»               | 4:46     |  |
| 4.     | «Shadow Dancing»        | 4:15     |  |
| 5.     | «More Than a Woman»     | 3:10     |  |

| Cara B |                                 |          |  |
| N.º    | Título                          | Duración |  |
| 6.     | «Making a Fire» (En directo)    | 4:12     |  |
| 7.     | «Shame Shame» (En directo)      | 4:02     |  |
| 8.     | «Waiting on a War» (En directo) | 4:04     |  |
| 9.     | «No Son of Mine» (En directo)   | 3:25     |  |
| 10.    | «Cloudspotter» (En directo)     | 3:45     |  |

## Listas de éxitos
| Chart (2021)                            | Peak position |
| --------------------------------------- | ------------- |
| Australian Albums (ARIA)                | 31            |
| Países Bajos (Album Top 100)            | 18            |
| Irlanda (OCC)                           | 27            |
| Escocia (Scottish Albums Chart)         | 3             |
| Reino Unido (UK Albums Chart)           | 17            |
| Estados Unidos (Billboard 200)          | 27            |
| Estados Unidos (Top Alternative Albums) | 3             |
| Estados Unidos (Top Rock Albums)        | 5             |